# Đông Sơn, Yên Thế
Đông Sơn là một xã thuộc huyện Yên Thế, tỉnh Bắc Giang, Việt Nam.
Xã Đông Sơn có diện tích 26,14 km², dân số năm 2007 là 7972 người, mật độ dân số đạt 305 người/km². Xã Đông Sơn có 14 thôn: Bo Chợ, Cầu Gụ, Đền Quynh, Đền Trắng, Đồi Lánh, Đông Kênh, Bến Trăm, Gia Bình, Cà Ngo, Đồi Hồng (năm 2020 sáp nhập thôn Tân Hồng vào thôn Đồi Hồng), Vi Sơn, Trường Sơn, Ao Cạn, Hố Rích.